# Dům na nábřeží
Dům na nábřeží (oficiální název: Vládní dům; další názvy: První dům Sovětů nebo Dům Ústřední volební komise a Rady lidových komisařů SSSR) je komplex budov na Berseněvském nábřeží řeky Moskvy na Bolotném ostrově, na adrese: ulice Serafimoviče, dům 2. Organizace, které se nacházejí na nábřeží, někdy používají adresu: Berseněvké nábřeží, dům 20.
Bytový komplex Ústřední volební komise a Rady lidových komisařů SSSR se rozkládá na třech hektarech. Stojí na ostrově a s „pevninou“ je spojen Velkým a Malým kamenným mostem. 25 vchodů ústí do dvou ulic – Serafimoviče (bývalá Vsechsvjatskaja) a na Berseněvské nábřeží.

## Historie
V roce 1918, když se hlavní město Ruské sovětské federativní socialistické republiky stěhovalo z Petrohradu do Moskvy, bylo přeloženo velké množství státních zaměstnanců. Zpočátku byli ubytováni v takzvaných domech Sovětů (hotely Nacional, Metropol, Loskutnaja a další budovy), ale obytných prostor bylo stále málo.
Kvůli nedostatku míst v hotelích v centru Moskvy byla v roce 1927 vytvořena komise pro stavbu domu Ústřední volební komise a Rady lidových komisařů SSSR, které předsedal premiér Alexej Rykov.
Komise, do níž patřil tajemník Ústřední volební komise Avel Jenukidze, architekt Boris Iofan a hlava OGPU Genrich Jagoda, rozhodla, že byty v domě budou poskytovány členům komunistické strany, Komisi stranické kontroly, národním komisařům a jejich zástupcům. Později do domu začali stěhovat velitele, spisovatele, umělce, Hrdiny Sovětského svazu, starší bolševiky atd.
Dne 24. července roku 1927 bylo rozhodnuto o zahájení výstavby domu pro nadřízené úředníky. Výstavba byla dokončena v roce 1931. Mezi obyvatele domu patřili především představitelé tehdejší sovětské elity: vědci, straníci, hrdinové Občanské války, Hrdinové Socialistické práce a Sovětského svazu, starší bolševici, významní spisovatelé, pracovníci Kominterny, hrdinové ze Španělské války.
Dům na nábřeží byl postaven na základě projektu B. M. Iofana ve stylu pozdního konstruktivismu a to na místě, kde se do té doby nacházely sklady na víno a sůl. To se odrazilo i v architektuře vnitřních dvorů domu. Na stavební práce osobně dohlížel A. I. Rykov. Podle původního projektu měl dům mít narůžovělou barvu se zdobením z růžové mramorové drtě. Zdobení mělo ladit s Kremlem, ale protože hned vedle stála kotelna, ze které se neustále kouřilo, byly venkovní stěny domu z praktických důvodů natřeny na šedo. 11patrový dům s 4 vchody, v nichž se nacházelo 505 bytů, se stal jedním z největších domů v Evropě.
Na každém patře byly dva byty. V bytech byla podlaha z dubových parket a na stropech dekorativní malby. Fresky malovali restaurátoři z Ermitáže, kteří byli pro tuto příležitost speciálně pozváni. Na stropech byly vymalovány krajiny s motivem z různých ročních období, květiny a ovoce. V kuchyni se nacházel otvor ve stěně pro kouřovod a výstup nákladního výtahu, kterým odváželi odpadky. Vrátný ovládal výtah. Nahoru se pasažér vezl za doprovodu, ale dolů museli jít oba pěšky nebo klepat na kovové dveře šachty, aby je uslyšel vrátný a vyjel nahoru.
V domě se nacházela místnost klubu Celoruského ústředního výkonného výboru Rykova (Dnešní Divadlo Estrády), kino pro 1500 lidí, tělocvična, obchodní dům, prádelna, ambulance, spořitelna, pošta, mateřská škola a jesle, které se nacházeli na střeše domu. V jídelně obyvatelé domu zdarma (na kupon) dostávali hotové obědy a obědové balíčky, takže si nemuseli sami vařit. Právě proto byly ve všech bytech původně navrženy malé kuchyně. Ve vnitřních dvorech domu byly trávníky a na nich fontány. Nábytek v domech byl sektorový: židle, stoly, kredence a další věci měly štítky s inventárními čísly. Nájemníci při nastěhování podepisovali přejímací protokol, který zahrnoval vše – včetně pantů a dubového poklopu WC. Teplou vodu dodávali z teplárny.
Za stavbu odpovídal G. G. Jagoda. Vchod domu s číslem 11 byl nebytový, nebyly tam ani byty ani výtahy. Předpokládá se, že odtud buďto odposlouchávali byty nájemníků z jiných vchodů, anebo že za stěnami skrývaly tajné místnosti. Kromě tohoto vchodu, byly v domě tajné byty čekistů, které se nacházely v přízemí. Čekisté pracovali v domě jako správci, domovníci, obsluha výtahů a ve svých bytech se scházeli se svými informátory nebo schovávali tajné nájemníky, například agenta sovětské rozvědky v Jižní Africe Dietera Gerdhardta. Takoví „domovníci“ měli klíče od každého bytu a zapisovali každý pohyb obyvatel domu. Po 23 hodině večerní vás do domu nepustili.
V přízemí a v prvním patře se nacházely komunální byty, ve kterých bydlel obsluhující personál (jen metařů zde bydlelo 20).
V době Velkého teroru ve 2. polovině 30. let 20. století byli mnozí obyvatelé domu i s rodinami podrobeni represím.

## Současný stav
Dům je prohlášen za historickou památku a je chráněn státem. V domě se nachází obytné prostory, Divadlo Estrády, kino Udarnik (název kina je odvozen od odznaku úderníka komunistické práce: pokud se podíváte shora, tvar doopravdy připomíná tento odznak), jeden ze supermarketů sítě Sedmý kontinent, Dům ruského tisku a řada dalších komerčních organizací.
Pro návštěvníky je otevřeno regionální muzeum, které bylo otevřeno v roce 1988 z iniciativy T. A. Ter-Egiazarjan, jež v Domě na nábřeží žila od roku 1931. Muzeum bylo nejprve veřejné a v roce 1998 dostalo status státní instituce. První ředitelkou muzea byla Tamara Ter-Jegiazarjan (rusky Тама́ра Андре́евна Тер-Егиазаря́н, Tamara Andrejevna Ter-Jegiazarjan). Díky jejímu zájmu a energii se expozice neustále rozšiřovala. Snažila se navodit atmosféru 30. let pomocí dochovaného nábytku. Tamara Andrejevna iniciovala montáž pamětních desek známých nájemců ve vchodech, kde bydleli.
1996 – 1998 byly zhotoveny pamětní desky B. A. Alexandrovovi, B. M. Iofanovi, N. P Kataninovi, R. A. Miklevičovi, J. V. Trifonovovi a dalším. Do dnešního dne řídí muzeum vdova po Juriji Trifonovovi Olga Romanovna Trifonovová (Mironiščenko). Na fasádě budovy je namontováno 25 pamětních desek na památku nájemníků (a dalších šest se nachází ve vchodech).
V roce 2001 byla na střechu budovy nainstalována reklamní konstrukce s logem společnosti Mercedes-Benz. 2. listopadu 2011 byla konstrukce, která se stala jednou z dominant historického centra Moskvy, demontována. Vážila 6,5 tuny a měla průměr 8 metrů.

## Dům na nábřeží v literatuře
- Název Dům na nábřeží se začal používat poté, co byla v roce 1976 publikována stejnojmenná povídka Jurije V. Trifonovova, kde je tato budova hlavním místem děje.
- Dům je zmíněn v knize Deník Lva Fedotova a povídky o něm, kterou napsal M. Koršunov.
- V tetralogii Andreje Valentinova Oko síly se v domě se nachází „archa“ nebo „kapsa“ – portál do jiné dimenze.
- V románu Andreje Terechova Kamenný most v domě bydlela rodina diplomata Umanského. Hlavním dějem románu je vyšetřování smrti jeho dcery.
- V románu Bojadžieva Mila Návrat Mistra a Markétky se polovina děje odehrává v Domě na nábřeží.

## Slavní nájemníci Domu na nábřeží
- Grigorij Vasiljevič Alexandrov
- Světlana Allilujevová – byt číslo 37
- Jakov Ivanovič Alksnis – byt číslo 100
- Olga Alexandrovna Aroseva
- Ivan Christoforovič Bagramjan
- Vasilij Petrovič Balandin – byt číslo 255
- Anatolij Fomič Belogolovskij – byt číslo 304
- Rostislav Apollosovič Beljakov – byt číslo 210
- Nikolaj Nikolajevič Blochin
- Sergej Sergejevič Varencov – byt číslo 188
- Michail Vasiljevič Vodopjanov – byt číslo 51
- Kuzma Nikitovič Galickij
- Valentin Petrovič Gluško
- Alexandr Jevgeňjevič Golovanov – od roku 1943
- Arčil Michajlovič Gomiašvili
- Ivan Ivanovič Gudov – byt číslo 493
- Jan Felixovič Dzeržinskij
- Děmjan Bědnyj – byt číslo 35
- Georgi Michajlovič Dimitrov
- Ivan Glebovič Jerjomin – byt číslo 277
- Georgij Konstantinovič Žukov
- Boris Michajlovič Iofan
- Alexandr Akimovič Iškov – byt číslo 61
- Nikolaj Petrovič Kamanin
- Sergej Vasiljevič Kaftanov
- Vladimir Semjonovič Kemenov
- Michail Jefimovič Kolcov
- Alexandr Vasiljevič Kosarev
- Alexej Nikolajevič Kosygin
- Avgust Ivanovič Kork – byt číslo 389
- Nikolaj Afanasjevič Kubjak
- Valerian Vladimirovič Kujbyšev
- Otto Ville Kuusinen
- Boris Andrejevič Lavrenjov
- Lachuti Abulkasim (Gasem) Achmedovič – byt číslo 176
- Olga Borisovna Lepešinská – byt číslo 20
- Ilja Pavlovič Mazuruk – byt číslo 50
- Jurij Jevgeňjevič Maksarjov
- Sofja Marchlevskaja – byt číslo 480
- Vasilij Alexejevič Machněv – do roku 1942 byt číslo 498, ve letech 1942 – 1945 byt číslo 458
- Arťom Ivanovič Mikojan
- Vincas Mickjavičjus-Kapsukas
- Igor Alexandrovič Moisejev
- Klavdija Ivanovna Nikolajeva – byt číslo 59
- Olga Pavlovna Nogina – byt číslo 58
- Nikolaj Grigorjevič Palgunov – byt číslo 284
- Boris Abramovič Pivenštějn – byt číslo 354
- Alexandr Nikolajevič Poskrjobyšev
- Karl Bernardovič Radek
- Viktor Alexejevič Radus-Zenkovič – byt číslo 358
- Fruma Jefimovna Rostova-Ščors
- Alexej Ivanovič Rykov – byt číslo 18
- Julian Semjonovič Semjonov – od roku 1985 bydlel v bytě 242
- Alexandr Serafimovič
- Vasilij Iosifovič Stalin
- Jelena Dmitrijevna Stasova
- Stachanov Alexej – byt číslo 55
- Boris Markovič Tal
- Jevgenij Viktorovič Tarle
- Ivan Fjodorovič Těvosjan
- Vladimir Dmitrijevič Timakov
- Nikolaj Semjonovič Tichonov
- Jurij Valentinovič Trifonov
- Michail Nikolajevič Tuchačevskij
- Lev Fjodorovič Fedotov
- Fjodor Kallistratovič Fedotov
- Nikita Sergejevič Chruščov – byt číslo 206
- Nikolaj Vasiljevič Cicin
- Alexandr Dmitrijevič Cjurupa
- Michail Filippovič Šatrov
- Ljudmila Nikolajevna Šverniková – byt číslo 210
- Valerij Ivanovič Šumakov
- Boris Zacharovič Šumjackij

## Pamětní desky na stěnách domu
- Aleksandr Nikolajevič Vinokurov
- Nikolaj Semjonovič Tichonov
- Jakov Nikolajevič Fedorenko
- Klavdija Ivanovna Nikolajeva
- Petr Nikolajevič Pospelov
- Pantělejmon Nikolajevič Lepešinskij a Olga Borisovna Lepešinská
- Jurij Valentinovič Trifonov
- Michail Grigor'jevič Cchakaja

## Současní nájemníci
- Gennadij Chazanov, byt číslo 26
- Aleksandr Domogarov, byt číslo 195
- Natalja Andrejčenko, byt číslo 238
- Patriarcha Kirill, byt číslo 214; 29. 3 2012 v rozhlasovém vysílání stanice Věsti FM patriarcha Kirill řekl, že v Domě na nábřeží dvě jeho příbuzné, jedna z nich Lidija Michajlovna Leonova je dcerou kuchaře leningradského regionálního výboru komunistické strany SSSR.
- Jurij Ševčenko v roce 2010 získal byt pro svou ceru Kseniu a její čtyři děti.
- Natalja Čisťakovová-Ionovová (Gluk´oZa)
- Šachri Amirchanova
- Sindějeva Natalja Vladimirovna
- Isaak Markovič Chalatnikov, byt 315

## Televizní film
V roce 2006 vznikl cyklus 27 půlhodinových pořadů, které byly věnovány Domu na nábřeží. Autorem nápadu a producentem je Nikolaj Bilyk, scenáristé Olga Rezničenko a Oleg Vakulovski, režisérka Lidija Strelnikova.